# Lumbrineris flabellicola
Lumbrineris flabellicola är en ringmaskart som beskrevs av Fage 1936. Lumbrineris flabellicola ingår i släktet Lumbrineris och familjen Lumbrineridae. Arten har ej påträffats i Sverige. Inga underarter finns listade i Catalogue of Life.